# Розріз гринчукської підсвіти
Ро́зріз гринчу́кської підсві́ти — геологічна пам'ятка природи місцевого значення, створена 04.09.1982 року рішенням ОВК № 278 для збереження унікальних стратиграфічних профілів осадових порід. 
Пам'ятка розташована на північно-східній околиці села Малинівці. Охороняється розріз осадових відкладів силурійських порід. Загальна площа пам'ятки становить 1,5 га.